# Высокогорные углозубы
Высокогорные углозубы (лат. Batrachuperus) — малоизвестный род хвостатых земноводных («тритонов») из семейства углозубов (Hynobiidae), распространенных в Западном Китае. Сюда же до недавнего времени относили 3 вида из Афганистана и Ирана, теперь выделенные в отдельный род Paradactylodon.

## Описание
Тритоны средних размеров. Туловище коренастое, хвост примерно равен по длине туловищу. Губные складки по краям челюстей выражены; на подбородке имеется продольная кожная складка, подъязычная складка плавных дугообразных очертаний. Язык овальный, удлиненный. Ороговевающие покровы на подошвенных поверхностях ладоней и стоп, пальцев, либо только на пальцах; на передних и задних ногах по четыре пальца. Хвост округлый в основании, но к концу постепенно уплощается с боков, образуя хвостовой плавник. Яйцевые (икряные) мешки короткие, гораздо короче туловища, число икринок в них небольшое, но икринки крупные, располагаются внутри мешка в один ряд.

## Образ жизни
Все виды постоянноводные. Населяют холодные быстрые горные потоки, взрослые тритоны предпочитают днем держаться под камнями или в расщелинах скал на участках с замедленным течением, с наступлением темноты выходят из укрытий в поисках пищи — водных беспозвоночных. Личинки и молодые особи, недавно завершившие метаморфоз, встречаются в более мелких ручьях.

## Виды
- Batrachuperus cochranae Liu, 1950,
- Batrachuperus karlschmidti Liu, 1950,
- Большой углозуб (Batrachuperus londongensis Liu and Tian in Liu, Hu, Tian, and Wu, 1978),
- Сычуаньский углозуб (Batrachuperus pinchonii David, 1872),
- Batrachuperus taibaiensis Song, Zeng, Wu, Liu, and Fu, 2001,
- Тибетский углозуб (Batrachuperus tibetanus Schmidt, 1925),
- Длиннохвостый углозуб (Batrachuperus yenyuanensis Liu, 1950),

но все они изучены слабо и некоторые исследователи считают, что реальное их число меньше. Ряд видов известен лишь по ограниченному числу находок, происходящих буквально из одной точки на карте.